# احمد احتشام شهیدی
احمد احتشام شهیدی (زاده ۱۳۰۲) نماینده شهر ساوه در دوره بیست و سوم مجلس شورای ملی بود. وی در هیئت رئیسه کمیسیون آبادانی و مسکن مجلس سمت مخبر (سخنگو) را داشته، احتشام شهیدی همچنین در کمیسیون راه مجلس نیز عضو بوده‌است.

## سوابق
- مدیر کل مسکن و شهرسازی مازندران
- مدیر کل راه‌های فرعی کشور
- مدیر کل مسکن و شهرسازی در آذربایجان شرقی
- مدیر کل عمران و نوسازی روستایی